# Стріляти зопалу не варто
«Стріляти зопалу не варто» — радянський художній фільм 1983 року, знятий режисером Мухтаром Ага-Мірзаєвим на кіностудії «Узбекфільм».

## Сюжет
За романом Хаміда Гуляма «Безсмертя». Ташкент, 1923 рік. У кишлак Ходжикент під виглядом нового вчителя приїхав молодий чекіст Максуд Максудов, щоб розслідувати злочин: напередодні тут було вбито шкільного вчителя (уже другого). Максуд організував курси з ліквідації безграмотності серед дорослих, залучив до навчання жінок. Покохавши байську доньку, він не зміг врятувати її від переслідувань брата. Смерть наздогнала і Максуда, який встиг здійснити відплату.

## У ролях
- Бахрам Матчанов — Максуд Максудов
- Гулі Хамраєва — головна роль
- Сейдулла Молдаханов — головна роль
- Олександра Хонг — роль другого плану
- Турсун Імінов — Ісаак
- Рустам Тураєв — роль другого плану
- Дільшот Ісмаїлов — роль другого плану
- Абдураїм Абдувахобов — роль другого плану
- Турсун Махмудов — роль другого плану

## Знімальна група
- Режисер — Мухтар Ага-Мірзаєв
- Сценарист — Алі Хамраєв
- Оператори — Ріфкат Ібрагімов, Хатам Файзієв
- Композитор — Руміль Вільданов
- Художник — Едуард Аванесов